# 영양표시제도
영양표시제도 또는 식품영양정보표시(nutrition facts)는 '식품위생법' 및 '식품 등의 표시ㆍ광고에 관한 법률'에서 정하고 1994년도부터 시행되고있는 법정 가공 식품 또는 수입품 등에대한 영양 성분의 표시제도이다. 취지는 소비자의 식품에대한 활용도를 높이고 식품영양의 질적 향상을 도모하며 식품에 관한 올바른 정보를 제공함으로써 국민건강 증진에 이바지함을 목적으로 한다.

## 영양정보
영양정보표시의 예
| 영양정보 총 내용량 90g 열량 25.9Kcal                                                          |
| 탄수화물 6 g 2% 당류 00 g                                                                     |
| 단백질 0.2 g 00%                                                                              |
| 지방 0.1 g 00% 트랜스지방 00 g 포화지방 00 g 00%                                              |
| 콜레스테롤 00 g 00%                                                                           |
| 나트륨 0.8mg 00%                                                                              |
| 1일 영양성분 기준에대한 비율(%)은 2,000Kcal 기준이므로 개인의 필요열량에 따라 다를수있습니다. |

## 같이 보기
- 한국인 영양소 섭취기준
- 칼로리